# Danh sách Thủ tướng Thái Lan

Hiệu kỳ Thủ tướng Thái Lan.

Chức vụ Thủ tướng Thái Lan bắt đầu có từ năm 1932 với vị Thủ tướng đầu tiên là Phraya Manopakorn Nititada, người đã lãnh đạo một cuộc đảo chính chấm dứt đặc quyền quân chủ tuyệt đối của Vương triều Chakri và biến vương triều này thành đại diện cho một chế độ quân chủ hiến pháp. Kể từ đó, đến nay, đã có 36 đời Thủ tướng, trong đó có 2 vị làm Thủ tướng 3 lần (không liên tục), và một vài vị nữa làm Thủ tướng 2 lần (không liên tục). Gần một nửa số người đã giữ chức vụ Thủ tướng Thái Lan nhận chức này khi đang là quân nhân.

## Danh sách
| Thứ tự | Chân dung                                                                     | Thủ tướng (sinh–mất)                                                             | Nhiệm kỳ             | Nhiệm kỳ             | Nhiệm kỳ        | Tổng tuyển cử  | Đảng phái                            | Đảng phái                                      | Nội các                               | Quân chủ(Trị vì)       |
| Thứ tự | Chân dung                                                                     | Thủ tướng (sinh–mất)                                                             | Bắt đầu              | Kết thúc             | Thời gian       | Tổng tuyển cử  | Đảng phái                            | Đảng phái                                      | Nội các                               | Quân chủ(Trị vì)       |
| ------ | ----------------------------------------------------------------------------- | -------------------------------------------------------------------------------- | -------------------- | -------------------- | --------------- | -------------- | ------------------------------------ | ---------------------------------------------- | ------------------------------------- | ---------------------- |
| 1      |                                                                               | Phraya Manopakorn Nitithada พระยามโนปกรณ์นิติธาดา (1884–1948)                       | 28 tháng 6 năm 1932  | 20 tháng 6 năm 1933  | 358 ngày        | —              |                                      | Độc lập                                        | Manopakorn I                          | Prajadhipok(1925–1935) |
| 1      | —                                                                             | Phraya Manopakorn Nitithada พระยามโนปกรณ์นิติธาดา (1884–1948)                       | 28 tháng 6 năm 1932  | 20 tháng 6 năm 1933  | 358 ngày        | Manopakorn II  |                                      | Độc lập                                        |                                       | Prajadhipok(1925–1935) |
| 1      | —                                                                             | Phraya Manopakorn Nitithada พระยามโนปกรณ์นิติธาดา (1884–1948)                       | 28 tháng 6 năm 1932  | 20 tháng 6 năm 1933  | 358 ngày        | Manopakorn III |                                      | Độc lập                                        |                                       | Prajadhipok(1925–1935) |
| 2      |                                                                               | Phraya Phraya Phaholpholphayuhasena พระยาพหลพลพยุหเสนา (1887–1947)                | 21 tháng 6 năm 1933  | 16 tháng 12 năm 1938 | 5 năm, 178 ngày | —              |                                      | Đảng Nhân dân                                  | Phahon I                              | Prajadhipok(1925–1935) |
| 2      | 1933                                                                          | Phraya Phraya Phaholpholphayuhasena พระยาพหลพลพยุหเสนา (1887–1947)                | 21 tháng 6 năm 1933  | 16 tháng 12 năm 1938 | 5 năm, 178 ngày | Phahon II      |                                      | Đảng Nhân dân                                  |                                       | Prajadhipok(1925–1935) |
| 2      | —                                                                             | Phraya Phraya Phaholpholphayuhasena พระยาพหลพลพยุหเสนา (1887–1947)                | 21 tháng 6 năm 1933  | 16 tháng 12 năm 1938 | 5 năm, 178 ngày | Phahon III     |                                      | Đảng Nhân dân                                  |                                       | Prajadhipok(1925–1935) |
| 2      | —                                                                             | Phraya Phraya Phaholpholphayuhasena พระยาพหลพลพยุหเสนา (1887–1947)                | 21 tháng 6 năm 1933  | 16 tháng 12 năm 1938 | 5 năm, 178 ngày | Phahon III     | Ananda Mahidol(1935–1946)            | Đảng Nhân dân                                  |                                       |                        |
| 2      | 1937                                                                          | Phraya Phraya Phaholpholphayuhasena พระยาพหลพลพยุหเสนา (1887–1947)                | 21 tháng 6 năm 1933  | 16 tháng 12 năm 1938 | 5 năm, 178 ngày | Phahon IV      |                                      | Đảng Nhân dân                                  |                                       |                        |
| 2      | —                                                                             | Phraya Phraya Phaholpholphayuhasena พระยาพหลพลพยุหเสนา (1887–1947)                | 21 tháng 6 năm 1933  | 16 tháng 12 năm 1938 | 5 năm, 178 ngày | Phahon V       |                                      | Đảng Nhân dân                                  |                                       |                        |
| 3      |                                                                               | Plaek Phibunsongkhram แปลก พิบูลสงคราม (1897–1964)                                 | 16 tháng 12 năm 1938 | 1 tháng 8 năm 1944   | 5 năm, 229 ngày | 1938           |                                      | Đảng Nhân dân                                  | Plaek I                               |                        |
| 3      | —                                                                             | Plaek Phibunsongkhram แปลก พิบูลสงคราม (1897–1964)                                 | 16 tháng 12 năm 1938 | 1 tháng 8 năm 1944   | 5 năm, 229 ngày | Plaek II       |                                      | Đảng Nhân dân                                  |                                       |                        |
| 4      |                                                                               | Khuang Aphaiwong ควง อภัยวงศ์ (1902–1968)                                          | 1 tháng 8 năm 1944   | 31 tháng 8 năm 1945  | 1 năm, 30 ngày  | —              |                                      | Đảng Nhân dân                                  | Khuang I                              |                        |
| 5      |                                                                               | Thawi Bunyaket ทวี บุณยเกตุ (1904–1971)                                             | 31 tháng 8 năm 1945  | 17 tháng 9 năm 1945  | 17 ngày         | —              |                                      | Đảng Nhân dân                                  | Thawi                                 |                        |
| 6      |                                                                               | Mom Rajawongse Seni Pramoj หม่อมราชวงศ์เสนีย์ ปราโมช (1905–1997)                     | 17 tháng 9 năm 1945  | 31 tháng 1 năm 1946  | 136 ngày        | —              |                                      | Free Thai                                      | Seni I                                |                        |
| (4)    |                                                                               | Khuang Aphaiwong ควง อภัยวงศ์ (1902–1968)                                          | 31 tháng 1 năm 1946  | 24 tháng 3 năm 1946  | 52 ngày         | Jan1946        |                                      | Đảng Nhân dân                                  | Khuang II                             |                        |
| 7      |                                                                               | Pridi Banomyong ปรีดี พนมยงค์ (1900–1983)                                           | 24 tháng 3 năm 1946  | 23 tháng 8 năm 1946  | 152 ngày        | —              |                                      | Đảng Nhân dân                                  | Pridi I                               |                        |
| 7      | Tập tin:รัชกาลที่ 9 ฉลองพระองค์บรมขัตติยราชภูษิตาภรณ์.jpgBhumibol Adulyadej(1946–2017) | Pridi Banomyong ปรีดี พนมยงค์ (1900–1983)                                           | 24 tháng 3 năm 1946  | 23 tháng 8 năm 1946  | 152 ngày        | —              |                                      | Đảng Nhân dân                                  | Pridi I                               |                        |
| 7      | —                                                                             | Pridi Banomyong ปรีดี พนมยงค์ (1900–1983)                                           | 24 tháng 3 năm 1946  | 23 tháng 8 năm 1946  | 152 ngày        | Pridi II       |                                      | Đảng Nhân dân                                  |                                       |                        |
| 8      |                                                                               | Thawan Thamrongnawasawat ถวัลย์ ธำรงนาวาสวัสดิ์ (1901–1988)                           | 23 tháng 8 năm 1946  | 8 tháng 11 năm 1947  | 1 năm, 79 ngày  | Aug1946        |                                      | Mặt trận Lập hiến                              | Thawan I                              |                        |
| 8      | —                                                                             | Thawan Thamrongnawasawat ถวัลย์ ธำรงนาวาสวัสดิ์ (1901–1988)                           | 23 tháng 8 năm 1946  | 8 tháng 11 năm 1947  | 1 năm, 79 ngày  | Thawan II      |                                      | Mặt trận Lập hiến                              |                                       |                        |
| —      |                                                                               | Phin Choonhavan ผิน ชุณหะวัณ (1891–1973)                                            | 8 tháng 11 năm 1947  | 10 tháng 11 năm 1947 | 2 ngày          | —              |                                      | Quân đội                                       | Hội đồng Quân sự Quốc gia Thái Lan    |                        |
| (4)    |                                                                               | Khuang Aphaiwong ควง อภัยวงศ์ (1902–1968)                                          | 10 tháng 11 năm 1947 | 8 tháng 4 năm 1948   | 150 ngày        | —              |                                      | Đảng Dân chủ                                   | Khuang III                            |                        |
| (4)    | 1948                                                                          | Khuang Aphaiwong ควง อภัยวงศ์ (1902–1968)                                          | 10 tháng 11 năm 1947 | 8 tháng 4 năm 1948   | 150 ngày        | Khuang IV      |                                      | Đảng Dân chủ                                   |                                       |                        |
| (3)    |                                                                               | Plaek Phibunsongkhram แปลก พิบูลสงคราม (1897–1964)                                 | 8 tháng 4 năm 1948   | 16 tháng 9 năm 1957  | 9 năm, 161 ngày | —              |                                      | Đảng Bảo thủ (đến năm 1955)                    | Plaek III                             |                        |
| (3)    | —                                                                             | Plaek Phibunsongkhram แปลก พิบูลสงคราม (1897–1964)                                 | 8 tháng 4 năm 1948   | 16 tháng 9 năm 1957  | 9 năm, 161 ngày | Plaek IV       |                                      | Đảng Bảo thủ (đến năm 1955)                    |                                       |                        |
| (3)    | —                                                                             | Plaek Phibunsongkhram แปลก พิบูลสงคราม (1897–1964)                                 | 8 tháng 4 năm 1948   | 16 tháng 9 năm 1957  | 9 năm, 161 ngày | Plaek V        |                                      | Đảng Bảo thủ (đến năm 1955)                    |                                       |                        |
| (3)    | —                                                                             | Plaek Phibunsongkhram แปลก พิบูลสงคราม (1897–1964)                                 | 8 tháng 4 năm 1948   | 16 tháng 9 năm 1957  | 9 năm, 161 ngày | Plaek VI       |                                      | Đảng Bảo thủ (đến năm 1955)                    |                                       |                        |
| (3)    | 1952                                                                          | Plaek Phibunsongkhram แปลก พิบูลสงคราม (1897–1964)                                 | 8 tháng 4 năm 1948   | 16 tháng 9 năm 1957  | 9 năm, 161 ngày | Plaek VII      |                                      | Đảng Bảo thủ (đến năm 1955)                    |                                       |                        |
| (3)    | 1952                                                                          | Plaek Phibunsongkhram แปลก พิบูลสงคราม (1897–1964)                                 | 8 tháng 4 năm 1948   | 16 tháng 9 năm 1957  | 9 năm, 161 ngày | Plaek VII      | Đảng Seri Manangkhasila(từ năm 1955) |                                                |                                       |                        |
| (3)    | Feb1957                                                                       | Plaek Phibunsongkhram แปลก พิบูลสงคราม (1897–1964)                                 | 8 tháng 4 năm 1948   | 16 tháng 9 năm 1957  | 9 năm, 161 ngày | Plaek VIII     |                                      |                                                |                                       |                        |
| —      |                                                                               | Sarit Thanarat สฤษดิ์ ธนะรัชต์ (1908–1963)                                           | 16 tháng 9 năm 1957  | 21 tháng 9 năm 1957  | 5 ngày          | —              |                                      | Quân đội                                       | Hội đồng Cách mạng                    |                        |
| 9      |                                                                               | Pote Sarasin พจน์ สารสิน (1905–2000)                                               | 21 tháng 9 năm 1957  | 1 tháng 1 năm 1958   | 102 ngày        | —              |                                      | Độc lập                                        | Pote                                  |                        |
| 10     |                                                                               | Thanom Kittikachorn ถนอม กิตติขจร (1911–2004)                                      | 1 tháng 1 năm 1958   | 20 tháng 10 năm 1958 | 292 ngày        | Dec1957        |                                      | Đảng Xã hội Quốc gia                           | Thanom I                              |                        |
| 11     |                                                                               | Sarit Thanarat สฤษดิ์ ธนะรัชต์ (1908–1963)                                           | 20 tháng 10 năm 1958 | 8 tháng 12 năm 1963  | 4 năm, 302 ngày | —              |                                      | Quân đội                                       | Hội đồng Cách mạng                    |                        |
| 11     | —                                                                             | Sarit Thanarat สฤษดิ์ ธนะรัชต์ (1908–1963)                                           | 20 tháng 10 năm 1958 | 8 tháng 12 năm 1963  | 4 năm, 302 ngày | Sarit          |                                      | Quân đội                                       |                                       |                        |
| (10)   |                                                                               | Thanom Kittikachorn ถนอม กิตติขจร (1911–2004)                                      | 9 tháng 12 năm 1963  | 14 tháng 10 năm 1973 | 9 năm, 309 ngày | —              |                                      | Quân đội(đến năm 1968)                         | Thanom II                             |                        |
| (10)   | Đảng Nhân dân Thái Lan Thống nhất(1968–1971)                                  | Thanom Kittikachorn ถนอม กิตติขจร (1911–2004)                                      | 9 tháng 12 năm 1963  | 14 tháng 10 năm 1973 | 9 năm, 309 ngày | —              |                                      |                                                | Thanom II                             |                        |
| (10)   | 1969                                                                          | Thanom Kittikachorn ถนอม กิตติขจร (1911–2004)                                      | 9 tháng 12 năm 1963  | 14 tháng 10 năm 1973 | 9 năm, 309 ngày | Thanom III     |                                      |                                                |                                       |                        |
| (10)   | —                                                                             | Thanom Kittikachorn ถนอม กิตติขจร (1911–2004)                                      | 9 tháng 12 năm 1963  | 14 tháng 10 năm 1973 | 9 năm, 309 ngày |                | Quân đội(từ năm 1971)                | Hội đồng Cách mạng                             |                                       |                        |
| (10)   | —                                                                             | Thanom Kittikachorn ถนอม กิตติขจร (1911–2004)                                      | 9 tháng 12 năm 1963  | 14 tháng 10 năm 1973 | 9 năm, 309 ngày | Thanom IV      | Quân đội(từ năm 1971)                |                                                |                                       |                        |
| 12     |                                                                               | Sanya Dharmasakti สัญญา ธรรมศักดิ์ (1907–2002)                                       | 14 tháng 10 năm 1973 | 15 tháng 2 năm 1975  | 1 năm, 124 ngày | —              |                                      | Độc lập                                        | Sanya I                               |                        |
| 12     | —                                                                             | Sanya Dharmasakti สัญญา ธรรมศักดิ์ (1907–2002)                                       | 14 tháng 10 năm 1973 | 15 tháng 2 năm 1975  | 1 năm, 124 ngày | Sanya II       |                                      | Độc lập                                        |                                       |                        |
| (6)    |                                                                               | Mom Rajawongse Seni Pramoj หม่อมราชวงศ์เสนีย์ ปราโมช (1905–1997)                     | 15 tháng 2 năm 1975  | 14 tháng 3 năm 1975  | 27 ngày         | 1975           |                                      | Đảng Dân chủ                                   | Seni II                               |                        |
| 13     |                                                                               | Mom Rajawongse Kukrit Pramoj หม่อมราชวงศ์คึกฤทธิ์ ปราโมช (1911–1995)                  | 14 tháng 3 năm 1975  | 20 tháng 4 năm 1976  | 1 năm, 37 ngày  | —              |                                      | Đảng Hành động xã hội                          | Kukrit                                |                        |
| (6)    |                                                                               | Mom Rajawongse Seni Pramoj หม่อมราชวงศ์เสนีย์ ปราโมช (1905–1997)                     | 20 tháng 4 năm 1976  | 6 tháng 10 năm 1976  | 169 ngày        | 1976           |                                      | Đảng Dân chủ                                   | Seni III                              |                        |
| (6)    | —                                                                             | Mom Rajawongse Seni Pramoj หม่อมราชวงศ์เสนีย์ ปราโมช (1905–1997)                     | 20 tháng 4 năm 1976  | 6 tháng 10 năm 1976  | 169 ngày        | Seni IV        |                                      | Đảng Dân chủ                                   |                                       |                        |
| —      |                                                                               | Sangad Chaloryu สงัด ชลออยู่ (1915–1980)                                            | 6 tháng 10 năm 1976  | 8 tháng 10 năm 1976  | 2 ngày          | —              |                                      | Quân đội                                       | Hội đồng cải cách hành chính          |                        |
| 14     |                                                                               | Thanin Kraivichien ธานินทร์ กรัยวิเชียร (born 1927)                                   | 8 tháng 10 năm 1976  | 20 tháng 10 năm 1977 | 1 năm, 34 ngày  | —              |                                      | Độc lập                                        | Thanin                                |                        |
| —      |                                                                               | Sangad Chaloryu สงัด ชลออยู่ (1915–1980)                                            | 20 tháng 10 năm 1977 | 10 tháng 11 năm 1977 | 21 ngày         | —              |                                      | Quân đội                                       | Hội đồng Cách mạng                    |                        |
| 15     |                                                                               | Kriangsak Chamanan เกรียงศักดิ์ ชมะนันทน์ (1917–2003)                                  | 11 tháng 10 năm 1977 | 3 tháng 3 năm 1980   | 2 năm, 113 ngày | —              |                                      | Quân đội(đến năm 1978)                         | Kriangsak I                           |                        |
| 15     | 1979                                                                          | Kriangsak Chamanan เกรียงศักดิ์ ชมะนันทน์ (1917–2003)                                  | 11 tháng 10 năm 1977 | 3 tháng 3 năm 1980   | 2 năm, 113 ngày |                | Độc lập(từ năm 1978)                 | Kriangsak II                                   |                                       |                        |
| 16     |                                                                               | Prem Tinsulanonda เปรม ติณสูลานนท์ (1920–2019)                                      | 3 tháng 3 năm 1980   | 4 tháng 8 năm 1988   | 8 năm, 154 ngày | —              |                                      | Quân đội(đến năm 1982)                         | Prem I                                |                        |
| 16     | 1983                                                                          | Prem Tinsulanonda เปรม ติณสูลานนท์ (1920–2019)                                      | 3 tháng 3 năm 1980   | 4 tháng 8 năm 1988   | 8 năm, 154 ngày |                | Độc lập(từ năm 1982)                 | Prem II                                        |                                       |                        |
| 16     | 1986                                                                          | Prem Tinsulanonda เปรม ติณสูลานนท์ (1920–2019)                                      | 3 tháng 3 năm 1980   | 4 tháng 8 năm 1988   | 8 năm, 154 ngày | Prem III       | Độc lập(từ năm 1982)                 |                                                |                                       |                        |
| 17     |                                                                               | Chatichai Choonhavan ชาติชาย ชุณหะวัณ (1920–1998)                                   | 4 tháng 8 năm 1988   | 23 tháng 2 năm 1991  | 2 năm, 204 ngày | 1988           |                                      | Thái Lan Quốc dân Đảng                         | Chatichai I                           |                        |
| 17     | —                                                                             | Chatichai Choonhavan ชาติชาย ชุณหะวัณ (1920–1998)                                   | 4 tháng 8 năm 1988   | 23 tháng 2 năm 1991  | 2 năm, 204 ngày | Chatichai II   |                                      | Thái Lan Quốc dân Đảng                         |                                       |                        |
| —      |                                                                               | Sunthorn Kongsompong สุนทร คงสมพงษ์ (1931–1999)                                    | 24 tháng 2 năm 1991  | 2 tháng 3 năm 1991   | 7 ngày          | —              |                                      | Quân đội                                       | Hội đồng Gìn giữ Hòa bình Quốc gia    |                        |
| 18     |                                                                               | Anand Panyarachun อานันท์ ปันยารชุน (sinh năm 1932)                                  | 2 tháng 3 năm 1991   | 7 tháng 4 năm 1992   | 1 năm, 36 ngày  | —              |                                      | Độc lập                                        | Anand I                               |                        |
| 19     |                                                                               | Suchinda Kraprayoon สุจินดา คราประยูร (sinh năm 1933)                               | 7 tháng 4 năm 1992   | 24 tháng 5 năm 1992  | 47 ngày         | Mar1992        |                                      | Độc lập                                        | Suchinda                              |                        |
| —      |                                                                               | Meechai Ruchuphan มีชัย ฤชุพันธุ์ (sinh năm 1938) Quyền Thủ tướng                      | 24 tháng 5 năm 1992  | 10 tháng 6 năm 1992  | 17 ngày         | —              |                                      | Độc lập                                        | Suchinda                              |                        |
| (18)   |                                                                               | Anand Panyarachun อานันท์ ปันยารชุน (sinh năm 1932)                                  | 10 tháng 6 năm 1992  | 23 tháng 9 năm 1992  | 105 ngày        | —              |                                      | Độc lập                                        | Anand II                              |                        |
| 20     |                                                                               | Chuan Leekpai ชวน หลีกภัย (sinh năm 1938)                                          | 23 tháng 9 năm 1992  | 13 tháng 7 năm 1995  | 2 năm, 293 ngày | Sep1992        |                                      | Đảng Dân chủ                                   | Chuan I                               |                        |
| 21     |                                                                               | Banharn Silpa-archa บรรหาร ศิลปอาชา (1932–2016)                                   | 13 tháng 7 năm 1995  | 25 tháng 11 năm 1996 | 1 năm, 135 ngày | 1995           |                                      | Thái Lan Quốc dân Đảng                         | Banharn                               |                        |
| 22     |                                                                               | Chavalit Yongchaiyudh ชวลิต ยงใจยุทธ (sinh năm 1932)                               | 25 tháng 11 năm 1996 | 9 tháng 11 năm 1997  | 349 ngày        | 1996           |                                      | Đảng Khát vọng mới                             | Chavalit                              |                        |
| (20)   |                                                                               | Chuan Leekpai ชวน หลีกภัย (sinh năm 1938)                                          | 9 tháng 11 năm 1997  | 9 tháng 2 năm 2001   | 3 năm, 92 ngày  | —              |                                      | Đảng Dân chủ                                   | Chuan II                              |                        |
| 23     |                                                                               | Thaksin Shinawatra ทักษิณ ชินวัตร (sinh năm 1949)                                    | 9 tháng 2 năm 2001   | 19 tháng 9 năm 2006  | 5 năm, 222 ngày | 2001           |                                      | Đảng Người Thái yêu người Thái (Thai Rak Thai) | Thaksin I                             |                        |
| 23     | 2005                                                                          | Thaksin Shinawatra ทักษิณ ชินวัตร (sinh năm 1949)                                    | 9 tháng 2 năm 2001   | 19 tháng 9 năm 2006  | 5 năm, 222 ngày | Thaksin II     |                                      | Đảng Người Thái yêu người Thái (Thai Rak Thai) |                                       |                        |
| —      |                                                                               | Sonthi Boonyaratglin สนธิ บุญยรัตกลิน (sinh năm 1946)                                | 19 tháng 9 năm 2006  | 1 tháng 10 năm 2006  | 12 ngày         | —              |                                      | Quân đội                                       | Hội đồng An ninh Quốc gia             |                        |
| 24     |                                                                               | Surayud Chulanont สุรยุทธ์ จุลานนท์ (sinh năm 1943)                                   | 1 tháng 10 năm 2006  | 29 tháng 1 năm 2008  | 1 năm, 120 ngày | —              |                                      | Độc lập                                        | Surayud                               |                        |
| 25     |                                                                               | Samak Sundaravej สมัคร สุนทรเวช (1935–2009)                                        | 29 tháng 1 năm 2008  | 9 tháng 9 năm 2008   | 224 ngày        | 2007           |                                      | Đảng Sức mạnh Nhân dân                         | Samak                                 |                        |
| 26     |                                                                               | Somchai Wongsawat สมชาย วงศ์สวัสดิ์ (sinh năm 1947)                                  | 18 tháng 9 năm 2008  | 2 tháng 12 năm 2008  | 75 ngày         | —              |                                      | Đảng Sức mạnh Nhân dân                         | Samak                                 |                        |
| 26     | Somchai                                                                       | Somchai Wongsawat สมชาย วงศ์สวัสดิ์ (sinh năm 1947)                                  | 18 tháng 9 năm 2008  | 2 tháng 12 năm 2008  | 75 ngày         | —              |                                      | Đảng Sức mạnh Nhân dân                         |                                       |                        |
| —      |                                                                               | Chavarat Charnvirakul ชวรัตน์ ชาญวีรกูล (sinh năm 1936) Quyền Thủ tướng              | 2 tháng 12 năm 2008  | 17 tháng 12 năm 2008 | 15 ngày         | —              |                                      | Độc lập                                        |                                       |                        |
| 27     |                                                                               | Abhisit Vejjajiva อภิสิทธิ์ เวชชาชีวะ (sinh năm 1964)                                 | 17 tháng 12 năm 2008 | 5 tháng 8 năm 2011   | 2 năm, 231 ngày | —              |                                      | Đảng Dân chủ                                   | Abhisit                               |                        |
| 28     |                                                                               | Yingluck Shinawatra ยิ่งลักษณ์ ชินวัตร (sinh năm 1967)                                 | 5 tháng 8 năm 2011   | 7 tháng 5 năm 2014   | 2 năm, 275 ngày | 2011           |                                      | Đảng Vì nước Thái (Pheu Thai)                  | Yingluck                              |                        |
| —      |                                                                               | Niwatthamrong Boonsongpaisan นิวัฒน์ธำรง บุญทรงไพศาล (sinh năm 1948) Quyền Thủ tướng | 7 tháng 5 năm 2014   | 22 tháng 5 năm 2014  | 15 ngày         | —              |                                      | Đảng Vì nước Thái (Pheu Thai)                  | Yingluck                              |                        |
| 29     |                                                                               | Prayut Chan-o-cha ประยุทธ์ จันทร์โอชา (sinh năm 1954)                                | 24 tháng 8 năm 2014  | 5 tháng 9 năm 2023   | 9 năm, 12 ngày  | —              |                                      | Quân đội(đến năm 2014)                         | Hội đồng Hòa bình và Trật tự Quốc gia |                        |
| 29     | —                                                                             | Prayut Chan-o-cha ประยุทธ์ จันทร์โอชา (sinh năm 1954)                                | 24 tháng 8 năm 2014  | 5 tháng 9 năm 2023   | 9 năm, 12 ngày  | Prayut I       |                                      | Quân đội(đến năm 2014)                         |                                       |                        |
| 29     | —                                                                             | Prayut Chan-o-cha ประยุทธ์ จันทร์โอชา (sinh năm 1954)                                | 24 tháng 8 năm 2014  | 5 tháng 9 năm 2023   | 9 năm, 12 ngày  | Prayut I       | Độc lập(2014–2023)                   |                                                |                                       |                        |
| 29     | —                                                                             | Prayut Chan-o-cha ประยุทธ์ จันทร์โอชา (sinh năm 1954)                                | 24 tháng 8 năm 2014  | 5 tháng 9 năm 2023   | 9 năm, 12 ngày  | Prayut I       | Vajiralongkorn(từ năm 2016)          |                                                |                                       |                        |
| 29     | 2019                                                                          | Prayut Chan-o-cha ประยุทธ์ จันทร์โอชา (sinh năm 1954)                                | 24 tháng 8 năm 2014  | 5 tháng 9 năm 2023   | 9 năm, 12 ngày  | Prayut II      |                                      |                                                |                                       |                        |
| 29     | 2019                                                                          | Prayut Chan-o-cha ประยุทธ์ จันทร์โอชา (sinh năm 1954)                                | 24 tháng 8 năm 2014  | 5 tháng 9 năm 2023   | 9 năm, 12 ngày  | Prayut II      | Đảng Liên hiệp quốc gia Thái(2023)   |                                                |                                       |                        |
| 30     |                                                                               | Srettha Thavisin เศรษฐา ทวีสิน (sinh năm 1963)                                     | 5 tháng 9 năm 2023   | 14 tháng 8 năm 2024  | 344 ngày        | 2023           |                                      | Đảng Vì nước Thái (Pheu Thai)                  | Srettha                               |                        |
| —      |                                                                               | Phumtham Wechayachai ภูมิธรรม เวชยชัย (sinh năm 1953) Quyền Thủ tướng               | 14 tháng 8 năm 2024  | 18 tháng 8 năm 2024  | 4 ngày          | —              |                                      | Đảng Vì nước Thái (Pheu Thai)                  | Srettha                               |                        |
| 31     |                                                                               | Paetongtarn Shinawatra แพทองธาร ชินวัตร (sinh năm 1986)                            | 18 tháng 8 năm 2024  | đương nhiệm          | 354 ngày        | —              |                                      | Đảng Vì nước Thái (Pheu Thai)                  | Paetongtarn                           |                        |
| —      |                                                                               | Suriya Juangroongruangkit สุริยะ จึงรุ่งเรืองกิจ (sinh năm 1954) Quyền Thủ tướng        | 1 tháng 7 năm 2025   | 3 tháng 7 năm 2025   | 2 ngày          | —              |                                      | Đảng Vì nước Thái (Pheu Thai)                  | Paetongtarn                           |                        |
| —      |                                                                               | Phumtham Wechayachai ภูมิธรรม เวชยชัย (sinh năm 1953) Thủ tướng lâm thời            | 3 tháng 7 năm 2025   | đương nhiệm          | 35 ngày         | —              |                                      | Đảng Vì nước Thái (Pheu Thai)                  | Paetongtarn                           |                        |